# Al-Katrun (gmina w Libii)
Al-Katrun (arab. القطرون, Al-Qaţrūn) – gmina w Libii ze stolicą w Al-Katrun. 
Liczba mieszkańców – b/d.
Kod gminy – LY-QT (ISO 3166-2).